# Wassertorstraße 32 (Quedlinburg)

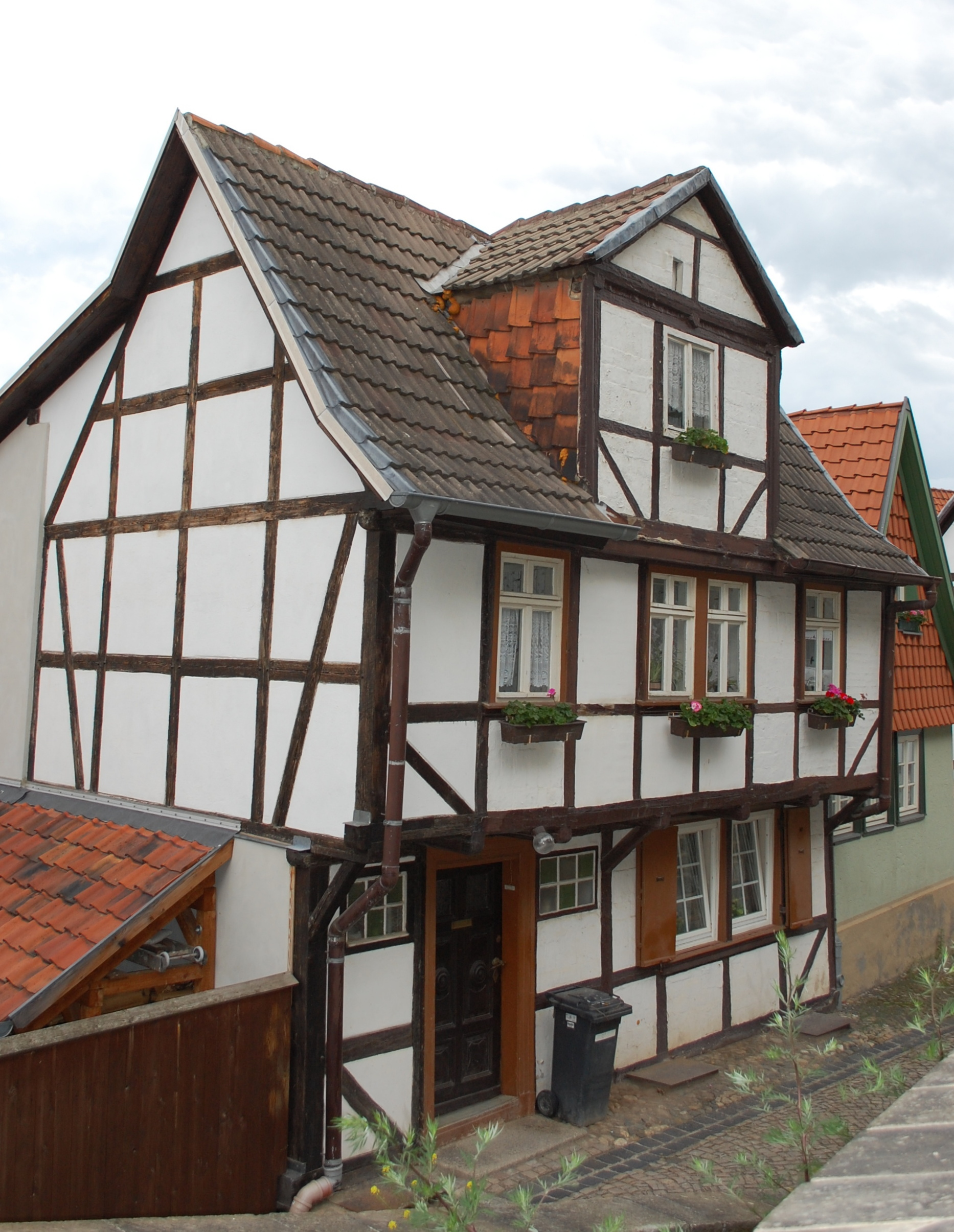
Haus Wassertorstraße 32

Das Haus Wassertorstraße 32 ist ein denkmalgeschütztes Gebäude in der Stadt Quedlinburg in Sachsen-Anhalt.

## Lage
Das im Quedlinburger Denkmalverzeichnis eingetragene Gebäude befindet sich südlich des Quedlinburger Schlossbergs und gehört zum UNESCO-Weltkulturerbe. Das Gebäude liegt unterhalb des Straßenniveaus der Wassertorstraße an deren Südseite am Aufgang von der Mühlenstraße.

## Architektur und Geschichte
Das zweigeschossige Fachwerkhaus entstand in der Zeit um 1700. Markant sind das weit vorkragende Obergeschoss und das mittig am Dach eingefügte Zwerchhaus.
Die Haustür des Gebäudes stammt vom Ende des 19. Jahrhunderts. Beachtenswert auch die Fensterläden.